# Одинцовская улица
Одинцо́вская у́лица (до 12 июня 1963 года — Центра́льная у́лица, до 1960 года — Центра́льная у́лица села Троице-Лыково) — улица, расположенная в Северо-Западном административном округе города Москвы на территории района Строгино.

## История
Улица находится на территории бывшего села Троице-Лыково, где она называлась Центра́льная у́лица. В 1960 году село Троице-Лыково вошло в состав Москвы, а 12 июня 1963 года улица получила современное название по подмосковному городу Одинцово в связи с расположением улицы на западе Москвы.

## Расположение
Одинцовская улица проходит от 1-й Лыковской улицы на восток, не доходя до берега Москва-реки, поворачивает на северо-восток и проходит параллельно 1-й Лыковской улице, с запада к Одинцовской улице примыкает Лыковский проезд, далее Одинцовская улица пересекает Туркменский проезд (согласно картам OpenStreetMap и Яндекс. Картам Архивная копия от 28 января 2015 на Wayback Machine; на Картах Google участок Туркменского проезда между Одинцовской и 1-й Лыковской улицами не обозначен), отклоняется к западу и проходит до Туркменского проезда. Нумерация домов начинается от 1-й Лыковской улицы.

## Примечательные здания и сооружения
По нечётной стороне:
По чётной стороне:
- памятник воинам села Троице-Лыково, погибшим в Великой Отечественной войне;
- д. 24 — Храм Успения Пресвятой Богородицы в усадьбе Троице-Лыково;
- д. 24, стр. 1 — Церковь Троицы Живоначальной в Троице-Лыкове.

## Транспорт

### Автобус
- 137 (Троице-Лыково — Станция метро «Щукинская»)

### Остановки наземного городского пассажирского транспорта
— «Троице-Лыково» — Автобус №: 137.
— «Одинцовская улица» — Автобус №: 137.

### Метро
- Станция метро «Строгино» Арбатско-Покровской линии — севернее улицы, на Строгинском бульваре.